# Eduard Stoeckli
Eduard Stoeckli, auch Eduard Stöckli, Edouard A. Stöckli, Edouard A. Stoeckli, Edi Stöckli, Edi A. Stöckli (* 1945 in Zürich), ist ein Schweizer Filmproduzent und Kinobetreiber.

## Leben
Der Diplomkaufmann wandte sich 1969 dem Filmgeschäft zu. Er widmete sich zunächst als freier Produzent künstlerisch geprägten Autorenfilmen. Sein wichtigstes Engagement in dieser Zeit war der Film Hannibal (1972) von Xavier Koller, an dem er als Co-Produzent beteiligt war.
Nach dessen finanziellem Misserfolg versuchte Stoeckli sich an Filmkomödien wie Ein Käfer auf Extratour (1973), bei dem er als Produktionsleiter tätig war. Als Dreissigjähriger lernte er 1975 den Produzenten Erwin C. Dietrich kennen und wurde von ihm angestellt. In kurzer Zeit wurde Stoeckli Dietrichs Spezialist für Geschäfte im angelsächsischen Raum.
Als er Dietrich 1977 verliess, besass er bereits mit der Filminvest AG eine eigene Produktionsfirma und mit der East Cinemas AG eine eigene Kinobetreibergesellschaft. Er stellte eine Geschäftspartnerschaft mit Beate Uhse her und stieg zum bestmöglichen Zeitpunkt in das Hardcore-Geschäft ein, wovor Dietrich stets zurückgeschreckt war. Er positionierte sich mit den Firmen Mascotte und Imperial, später machte er die erotic media AG in Baar zum grössten Content-Provider und Rechtehändler in Europa.
Dazu betrieb er in der Schweiz eine umfangreiche Pornokino-Kette. Über eines dieser Kinos, das Kino Walche, hatte er grossen Anteil an der Gründung des renommierten Klubkinos Xenix. 2007 eröffnete er in Zürich das Multiplex-Kino Arena, das mit 18 Sälen und insgesamt 2560 Plätzen das grösste der Schweiz ist.
Stoeckli ordnet sich selbst ins linke Lager ein und eröffnete Pornografiemuseen sowie entsprechende Galerien und Ausstellungen. Auf Vorschlag des Filmemachers Samir wurde er 2016 in die Schweizer Filmakademie aufgenommen.

## Filmografie (Auswahl)
- 1972: Hannibal
- 1973: Ein Käfer auf Extratour
- 1976: Leos Leiden
- 1976: Jack the Ripper – Der Dirnenmörder von London
- 1977: Liebesbriefe einer portugiesischen Nonne
- 1981: Lasse Braun’s Geheime Träume
- 1981: Fireworks
- 1981: Mädchen Mädchen Mädchen
- 1992: Loving Lulu
- 1996: Stefanies Geschenk
- 2011: Dating Lanzelot